# Christian Molina
Christian Molina (n. Barcelona, España, 1979) es un director español de cine.

## Biografía
Su formación como cineasta fue llevada a cabo en las dos mejores escuelas de cine españolas, la ECAM de Madrid y el ESCAC de Barcelona.
Posee una extensa carrera profesional con la que ha complementado su formación en decenas de películas, como Airbag, ¿De qué se ríen las mujeres? o Memorias del angel caído, donde ha participado como foquista y operador. Eso le ha otorgado una amplia experiencia en el uso de la imagen y la luz, al haber trabajado con directores de fotografía tan veteranos como Fernando Arribas, José Luis Alcaine o Paco Femenía.
En 2004 dirige su ópera prima, Rojo sangre, una historia de perdedores narrada de manera ágil y sorprendente que recuerda al cine de terror español de la década de los setenta. En 2006 y 2007 participa como productor asociado en los films El triunfo y Chuecatown. 
En 2008, Christian Molina afronta su segundo reto como director, Diario de una ninfómana, con una producción de mayor nivel económico y basada en el aclamado best-seller de Valérie Tasso, interpretada por actores de la talla de Belén Fabra, Leonardo Sbaraglia, Geraldine Chaplin, Ángela Molina y Llum Barrera. Este film cuenta la historia de Val, una joven atractiva e intelectual, cuya curiosidad por el sexo lo convertirá en su modo de vida.
En 2009 está preparando el estreno de su próxima película L'estació de l'oblit codirigida junto con Sandra Serna y protagonizada por Nilo Mur, Katia Klein y Fermí Reixach, entre otros.

## Filmografía
Equipo técnico
- Cásate conmigo, Maribel (2002)
- ¡Ja me maaten...! (2000)
- Camino de Santiago (1999)
- La duquesa roja (1997)
- Airbag (1997)
- ¿De qué se ríen las mujeres? (1997)
- Memorias del ángel caído (1997)
- Como un relámpago (1996)
- Gimlet (1995)
- Tiempos mejores (1994)

Producción
- Chuecatown (2007)
- El triunfo (2006)

Dirección
- De mayor quiero ser soldado (2011)
- L'estació de l'oblit (2009)
- Diario de una ninfómana (2008)
- Rojo sangre (2004)

- Datos: Q3816026